# Witch Doctor
Pour les articles homonymes, voir Witch Doctor (homonymie).
Witch Doctor est une chanson de 1958 écrite et interprétée par Ross Bagdasarian Sr. sous son nom de scène David Seville. Le titre atteint la première place du Billboard Top 100 en avril 1958.
Il est le point de départ de la franchise Alvin et les Chipmunks : sans leur être crédité, il contient la voix d'un sorcier (le 'Witch doctor') qui donnera naissance aux voix des trois tamias qui formeront le groupe de musique fictif.
En sus, cette chanson sauve de la faillite le label qui l'a produite, Liberty Records.
Elle raconte l'histoire d'un homme amoureux d'une femme qui n'éprouve pas de sentiments réciproques. Il se rend chez un sorcier qui lui répond « oo ee oo aa aa, ting, tang, walla walla bing bang », une formule faisant office de philtre d'amour.

## Version de David Seville
En 1957, avec 190 $ issus de leurs 200 $ d'économie,, Bagdasarian s'achète un enregistreur à bandes.
Il capte sa voix chez lui, à Van Nuys en Californie. Tapotant sur son piano, il enregistre des sons désordonnés dans le microphone comme il en a l'habitude. En regardant son bureau, il voit un livre intitulé Duel with a Witch Doctor écrit par Jan de Hartog (une histoire publiée en 1957 dans les ouvrages condensés du Reader's Digest). Il se rend alors compte que les disques à succès pour ados semblaient avoir une chose en commun : on ne comprend pas les paroles. Il imagine alors que son sorcier donne un conseil dans leur langage : « oo ee oo aa aa, ting, tang, walla walla bing bang ».
Il ne sait pas que l'enregistrement s'effectue à demi-vitesse mais en le passant à vitesse normale, il constate que la voix correspond exactement à ce qu'il souhaitait pour la voix du sorcier,. Son épouse et son fils Adam semblent réceptifs car tous deux viennent le trouver afin de connaitre l'origine de cette voix. Quelques mois plus tard, il utilisera la même technique pour créer les trois voix d'Alvin, Simon et Théodore qui composeront le groupe Alvin et les Chipmunks. C'est la raison pour laquelle cette chanson est parfois considérée comme la première chanson du groupe mais il n'en est rien : d'une part, Witch Doctor ne contient qu'une seule voix « accélérée » au lieu des trois habituelles dans leurs morceaux et d'autre part, dans une de leurs chansons présente sur l'album Sing Again with the Chipmunks, Seville leur dit « I don't know, fellas, I made that record once! », ce à quoi Alvin répond par « Yeah, but not with us! Come on! ».
Alors qu'il est sous contrat avec Liberty Record depuis 1955, il se demande s'ils accepteront de produire son titre. Mais l'entreprise étant au bord de la faillite et s'appuyant sur le succès d'un de ses précédents titres (Armen's Theme), Bagdasarian parvient à les convaincre de lui laisser une dernière chance. Son fils, Ross Bagdasarian Jr, raconte que « le titre ne serait jamais sorti si les employés de Liberty n'avaient pas été si désespérés. Ils trouvaient la chanson ridicule et dénuée de sens ».
Le titre sort le 1er avril 1958 sous la référence Liberty F-55132 et est crédité à « The music of David Seville ».
Le « Walla Walla » présent dans la formule du sorcier serait un clin d’œil à son oncle alors déménagé à Walla Walla à Washington,.
En 1959, la chanson est nommée aux Grammy Awards dans la catégorie « meilleure chanson pour enfants », simultanément à un autre titre de Bagdasarian, The Chipmunk Song. C'est ce dernier qui remporte le prix.

### Classement
Le 14 avril 1958, il se classe en première place du Billboard Top 100 (précurseur du Billboard Hot 100) et y reste durant trois semaines.
| Classement                       | Meilleure position |
| -------------------------------- | ------------------ |
| États-Unis (Billboard Top 100)   | 1                  |
| États-Unis (Billboard R&B)       | 1                  |
| États-Unis (Cash Box)            | 1                  |
| Royaume-Uni (Official UK Charts) | 11                 |
| Pays-Bas (Dutch Charts)          | 11                 |

| Classement annuel (1958) | Meilleure position |
| ------------------------ | ------------------ |
| États-Unis (Billboard)   | 4                  |

## Version(s) de Alvin et les Chipmunks
La popularité de la chanson perdure à travers les nombreuses reprises accompagnant les médias liés à Alvin et les Chipmunks (albums, séries animées, films ou encore jeux vidéo).
Une première version parait sur la face B de leur album Sing Again with The Chipmunks en 1960, crédité aux 'Chipmunks feat. Dave'. Les séries animées qui leur sont consacrées intégreront le morceau dans plusieurs épisodes : Overworked Alvin dans The Alvin Show (en), The Chipmunk Story et Theodore et Juliet dans Alvin et les Chipmunks,. Cette version est également intégrée au jeu vidéo Alvin and the Chipmunks: The Squeakquel en 2009.
Une nouvelle version est créée en 1988 pour l'épisode spécial Rockin' Through the Decades et l'album lié.
En 1996, une version remixée est enregistrée pour l'album Club Chipmunk: The Dance Mixes.
En 2007, une nouvelle version est enregistrée avec Chris Classic pour le film Alvin et les Chipmunks. Cette version atteint la 62e position du Billboard Hot 100 le 12 janvier 2008 et la 36e position du US Hot Digital Songs le 19 janvier. Cette version fait également partie du jeu vidéo Alvin and the Chipmunks: Chipwrecked sorti en 2011.
En 2012 sort un remix intitulé Witch Doctor 2.0 en duo avec les Chipettes, leur équivalent féminin.

## Version de Cartoons
Le groupe danois Cartoons reprend ce titre sur leur premier album Toonage en 1998.
Cartoons enregistre également une version en italien ainsi qu'une version en espagnol, présente sur leur album More Toonage (voir la section Adaptations en langue étrangère pour les crédits respectifs).
| 1. | Witch Doctor (radio mix)           | 3:05 |
| 2. | Witch Doctor (extended mix)        | 4:14 |
| 3. | Witch Doctor (Out of Africa remix) | 5:09 |

### Classement
| Classement                                   | Meilleure position |
| -------------------------------------------- | ------------------ |
| Belgique (Ultratop 50 Singles VL)            | 9                  |
| Union européenne (Eurochart Hot 100 Singles) | 11                 |
| France (SNEP)                                | 22                 |
| Allemagne (Deutsche Charts)                  | 68                 |
| Pays-Bas (Dutch Charts)                      | 12                 |
| Pays-Bas (Top 40)                            | 12                 |
| Nouvelle-Zélande (New Zealand Charts)        | 31                 |
| Écosse (Offcial Scottish Singles Chart)      | 2                  |
| Suède (Swedish Charts)                       | 13                 |
| Royaume-Uni (Official Chart Company)         | 2                  |

| Classement annuel (1999)                 | Meilleure position |
| ---------------------------------------- | ------------------ |
| Belgique (Ultratop VL)                   | 74                 |
| Pays-Bas (Single Top 100)                | 51                 |
| Pays-Bas (Dutch Top 40)                  | 87                 |
| Royaume-Uni (Top 100 UK)                 | 33                 |
| Royaume-Uni (Singles Top 100 Music Week) | 27                 |

### Certifications
| Pays              | Certification | Ventes  |
| ----------------- | ------------- | ------- |
| Royaume-Uni (BPI) | Platine       | 600 000 |

## Autres reprises
La première reprise est enregistrée dès 1958 par Don Lang and his Frantic Five (en). Entrée au classement britannique la même semaine que la version de Seville, elle réalise un meilleur classement en atteignant la 5e position, le 24 mai 1958.
La même année, Tommy Oliver et son orchestre réalise une version instrumentale.
D'autres reprises sont réalisées par Sha Na Na, Paul Rich (en) ou encore Ray Stevens.

### Adaptations en langue étrangère
Données issues de SecondHandsongs et Bide et Musique, sauf sources mentionnées supplémentaires.
| Année | Langue                | Titre                 | Adaptation       | Interprète(s) |
| ----- | --------------------- | --------------------- | ---------------- | --- |
| 1962  | Tchèque               | Zázračný doktor       | Zdeněk Borovec   | Aťka Janoušková |
| 2002  | Tchèque               | Úí úaá                | Zdeněk Borovec   | Maxim Turbulenc |
| 1958  | Danois                | Heksedoktor           | Thøger Olesen    | Jørgen Brandt |
| 1958  | Néerlandais           | Oe-ie-oe-a-a          | Jack Bulterman   | Het Cocktail Trio |
| 2014  | Néerlandais           | Walla walla bing beng | Jet Westerhuis   | Jettie Pallettie (NL #50) |
| 2010  | Néerlandais           | Het is weer zomer     | -                | Dalton Sisters |
| 2018  | Néerlandais (Flamand) | Oe Ie Oe Ah Ah        | -                | De Stoempers |
| 1958  | Français              | Docteur Miracle       | Hubert Ithier    | Gabriel Dalar, Claude Piron, Les Cinq Pères, Lucie Dolène, Roland Gerbeau, Annie Cordy, Francine Claudel & Jacques Hélian, Martine Chanel, Dona Néri, Jacqueline Joubert, Cookie (1976), Didier Gustin (1997 pour une Anthologie de la chanson française publié aux éditions Atlas) |
| 1958  | Italien               | Lo Stregone           | -                | Fred Buscaglione |
| 1961  | Italien               | Witch Doctor          | Ilio Benvenuti   | The Gaylords |
| 1999  | Italien               | Tutto Passerà         | Antonio Galbiati | Cartoons |
| 1999  | Espagnol              | Hombre Mago           | -                | Cartoons (titre mentionné sur la version américaine de leur album Toontastic!) |
| 1960  | Espagnol              | Doctor Brujo          | -                | Los Llopis, Los Hobbies, Cookie (1976), La Salseta Del Poble Sec (1982) |
| 1964  | Portugais             | Diabinho endaibrado   | -                | Tony Campello |
| 1999  | Allemand              | Oh eh oh ah ah        | -                | Werner hass und die Vagabonden |

## Notoriété et utilisation dans les médias
- En 1958, Jiles Big Popper Richardson utilise le titre The purple people eater de Sheb Wooley et Witch Doctor pour créer Purple people eater meets witch doctor, interprété par Joe South[16].
- La même année, Mickey Katz (en) parodie la chanson en Yiddish avec son titre K'nish Doctor[60].
- En 1964, Lord Christo reprend la formule du sorcier dans son titre Dumb Boy and the parrot[61].
- En 1978, l'air peut être entendu à la fin de la chanson We go together du film Grease[62].
- Dans l'épisode 304[63] du Muppet Show, Marvin Suggs et son Muppetophone interprète la chanson de manière humoristique.
- En 1993, la version de Seville est utilisée dans le film L'incroyable voyage[64].
- En 1995, Clutch utilise la formule dans un couplet de leur titre Texan Book of the Dead[65].
- En 1998, Devo enregistre une reprise pour la bande originale du film Les Razmoket.
- Dans l'épisode 16 de la saison 10 des Simpsons, Homer chante Witch Doctor dans son caisson[66].
- En 2011, Benny Benassi feat. Ying Yang Twins utilise la formule dans leur titre All the Way[67].